# Коритув-А
Коритув-А (пол. Korytów A) — село в Польщі, у гміні Радзейовиці Жирардовського повіту Мазовецького воєводства.
У 1975-1998 роках село належало до Скерневицького воєводства.